# Eino Leino (lottatore)
Eino Aukusti Leino (Kuopio, 7 aprile 1891 – Tampere, 30 novembre 1986) è stato un lottatore finlandese, specializzato nella lotta libera.

## Palmarès

### Olimpiadi
- Oro a Anversa 1920 nei pesi medi
- Argento a Parigi 1924 nei pesi welter
- Bronzo a Amsterdam 1928 nei pesi leggeri
- Bronzo a Los Angeles 1932 nei pesi welter